# Метисы

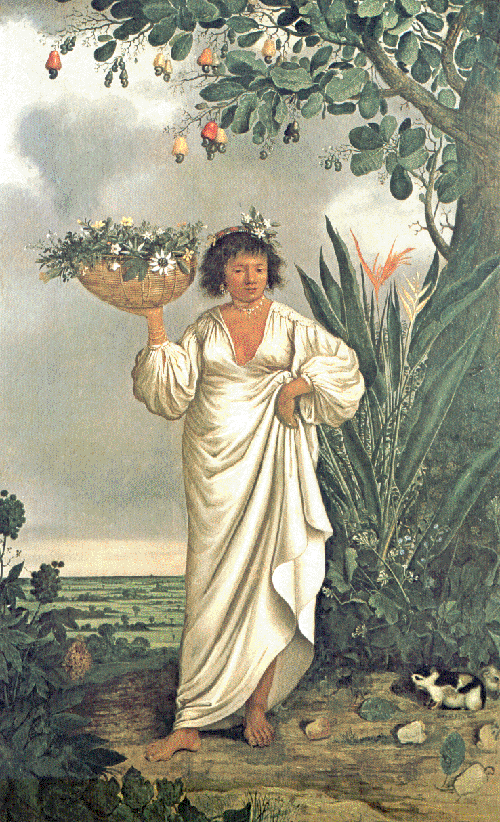
Девушка-Мамелюко (потомки португальцев и тупи), Бразилия. Худ. Альберт Экхаут, около 1641—1644 гг.

Мети́сы (фр. métis, от позднелат. misticius — смешанный, от лат. misceo — смешиваю) — потомки от представителей разных подвидов одного вида.
Примером феномена являются раса человека.  В Америке метисами называют детей европеоидов и индейцев. Бразильские метисы — дети португальцев с индейцами тупи, составившие большинство населения страны, — известны под названием кабоклу или мамелуку (порт. mameluco не путать с мамлюками), а индейцев с африканскими негроидами — парду. В настоящее время термин «парду» в Бразилии включает понятия «метис», «мулат» и «кабокло».

## Метисы в дикой природе
Метисы в дикой природе это потомки особей, принадлежащих к разным видам, подвидам или популяциям, которые скрещиваются между собой. Такие гибриды могут появляться как в результате естественных процессов, так и из-за вмешательства человека, например, при изменении среды обитания.

## Люди-метисы

### История
Исторический процесс смешения представителей разных рас связан с перемещением людей из разных стран и континентов. Великие географические открытия дали первый массовый толчок этому явлению. Значительную роль в процессе смешивания разных национальностей сыграла рабовладельческая торговля Голландии, Англии, Португалии, Испании. Метис, как определение, означает лишь название потомка от родителей разных рас. Потомок от родителей европеоидной и негроидной расы носит название «мулат». Потомок европеоидной расы и монголоидной — «евроазиат». Во многих странах отмечается рост численности метисов по отношению к другим представителям. Также на этом фоне показательным является процесс уменьшения негроидного населения и представителей коренных народов по отношению к остальным.

### Географическое распределение

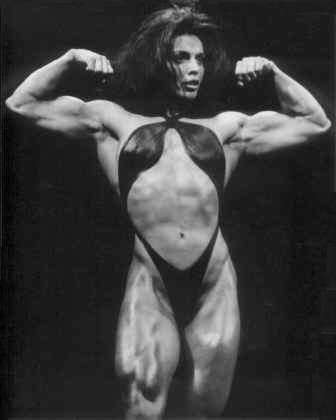
Шарон Бруно, представительница канадских метисов.

Метисы присутствуют практически во всех странах Западного полушария, в том числе составляют большинство населения таких стран, как Мексика, Никарагуа, Перу, Боливия, Чили, Колумбия, Венесуэла, Эквадор, Парагвай, Гондурас, Сальвадор, Гватемала, Панама (в таких испаноязычных странах, как Аргентина, Коста-Рика и Уругвай, большинство населения — белые), также в России и Центральной Азии (Узбекистан, Кыргызстан, Казахстан), Сибири, на Урале и в Поволжье.

### Тема метисов в искусстве
- Карта человеческого сердца[англ.]